# Hedwiżyn
Hedwiżyn – wieś w Polsce położona w województwie lubelskim, w powiecie biłgorajskim, w gminie Biłgoraj. Leży na Równinie Biłgorajskiej.
W latach 1954–1961 wieś należała i była siedzibą władz gromady Hedwiżyn, po jej zniesieniu w gromadzie Tereszpol-Zaorenda. W latach 1973–1976 w gminie Tereszpol. W latach 1975–1998 miejscowość administracyjnie należała do województwa zamojskiego. 
Wieś jest sołectwem w gminie Biłgoraj. Według Narodowego Spisu Powszechnego z roku 2011 wieś liczyła 645 mieszkańców i była szóstą co do wielkości miejscowością gminy.
Hedwiżyn jest to tzw. wieś łańcuchowa, ciągnąca się na przestrzeni 2 kilometrów. Przez wieś przebiega droga wojewódzka nr 858. 
Na terenie wsi znajdują się:
- siedziba rzymskokatolickiej parafii św. Jadwigi Śląskiej[10].
- jednostka Ochotniczej Straży Pożarnej,
- nieczynny kamieniołom, w którym wydobywano wapienie z okresu trzeciorzędu,
- zakład produkujący cegłę wapienno-piaskową.

## Nazwa
Pierwotną nazwą miejscowości był Susiec Tereszpolski, potem przemianowano nazwę na Hedwiżyn. Na mapach i publikacjach w XIX wieku, a nawet w okresie międzywojennym, miejscowość czasem występuje pod nazwami Jadwiżyn lub Niedwierzyn. Nazwa wzięła się od niemieckiej formy imienia Jadwiga – Hedwig.

## Historia
Wieś powstała na początku XIX w. i początkowo nosiła nazwę Susiec Tereszpolski. Miejscowość należała do Ordynacji Zamojskiej. Istniał tutaj folwark, a w XIX wieku osadzono tutaj kilka rodzin niemieckich kolonistów. Podczas I wojny światowej niedaleko Hedwiżyna powstała stacja kolejki wąskotorowej. W okresie międzywojennym nosiła nazwę Jadwiżyn.
Wieś została zbombardowana 15 września 1939 roku. Część mieszkańców wsi została wysiedlona przez Niemców i trafiła do obozu w Majdanku pod Lublinem. 28 maja 1943 r. partyzanci z oddziału AK „Biskupa” dokonali między Hedwiżynem a Panasówką (przy figurze św. Jana) zasadzki na szefa biłgorajskiego Gestapo Colba. Pomimo odniesionej rany zdołał on jednak uciec do Hedwiżyna.
W latach 1914–1971 w Hedwiżynie funkcjonował przystanek kolei wąskotorowej łączącej Biłgoraj ze Zwierzyńcem.